# Ursula Knab
Ursula « Ulla » Knab (née le 22 novembre 1929 à Heidelberg et décédé le 23 mai 1989) est une athlète ouest-allemande spécialiste du 100 mètres. Licencié à l'USC Heidelberg, elle mesure 1,67 m pour 58 kg.

## Carrière

### Palmarès
| Date | Compétition           | Lieu     | Résultat | Performance |
| ---- | --------------------- | -------- | -------- | ----------- |
| 1952 | Jeux olympiques d'été | Helsinki | 2e       | 45 s 9      |

### Records
| Épreuve    | Performance | Lieu | Date |
| ---------- | ----------- | ---- | ---- |
| 100 mètres | 12 s 0      |      | 1952 |
| 200 mètres | 25 s 0      |      | 1952 |